# Peucedanum oreoselinum
Peucedanum oreoselinum é uma espécie de planta com flor pertencente à família Apiaceae.
A autoridade científica da espécie é (L.) Moench, tendo sido publicada em Methodus (Moench) 82. 1794.

## Portugal
Trata-se de uma espécie presente no território português, nomeadamente em Portugal Continental.
Em termos de naturalidade é nativa da região atrás indicada.

## Protecção
Não se encontra protegida por legislação portuguesa ou da Comunidade Europeia.